# John Francis Donoghue
John Francis Donoghue (Washington, 9 agosto 1928 – Atlanta, 11 novembre 2011) è stato un arcivescovo cattolico statunitense.

## Biografia
Monsignor John Francis Donoghue nacque a Washington il 9 agosto 1928 ed era il secondo dei quattro figli di una famiglia di immigrati irlandesi, Daniel Donoghue e Rose (nata Ryan).

### Formazione e ministero sacerdotale
Compì gli studi per il sacerdozio al seminario "Santa Maria" di Baltimora. Conseguì una laurea in filosofia e una seconda laurea in sacra teologia.
Il 4 giugno 1955 fu ordinato presbitero per l'arcidiocesi di Washington nella cattedrale di San Matteo da monsignor Patrick Aloysius O'Boyle. In seguito fu vicario parrocchiale a Riverdale Park dal 1955 al 1961 e a Great Mills dal 1961 al 1964. Nel 1964 conseguì la licenza in diritto canonico. Fu quindi professore ordinario a Washington, cancelliere arcivescovile e vicario generale dal 1972 al 1983 e moderatore della curia per un breve periodo nel 1984. Nel 1970 papa Paolo VI lo nominò monsignore e nell'anno successivo lo promosse al grado di prelato d'onore di Sua Santità.

### Ministero episcopale
Il 6 novembre 1984 papa Giovanni Paolo II lo nominò vescovo di Charlotte. Ricevette l'ordinazione episcopale il 18 dicembre successivo dal vescovo emerito di Charlotte Michael Joseph Begley, co-consacranti l'arcivescovo metropolita di Washington James Aloysius Hickey e il vescovo ausiliare della stessa arcidiocesi Thomas William Lyons.
Fondò il Catholic Conference Center nella contea di Catawba e nel 1991 contribuì a fondare il Catholic News Herald, il giornale della diocesi.
Il 22 giugno 1993 papa Giovanni Paolo II lo nominò arcivescovo metropolita di Atlanta. Prese possesso dell'arcidiocesi il 19 agosto successivo.
Monsignor Donoghue si descriveva come un "cattolico ortodosso" ed era contrario all'aborto e all'ordinazione delle donne. Gli abusi sessuali da parte di sacerdoti furono un argomento rilevante della sua agenda pubblica. Avviò programmi per l'assistenza pastorale degli afroamericani e degli immigrati coreani e vietnamiti. Nel 1997 lanciò la raccolta fondi "Building the Church of Tomorrow". Raccolse 70 milioni di dollari e fu in grado di supportare le scuole cattoliche esistenti e di costruire tre scuole elementari e due scuole superiori.
Il 9 dicembre 2004 papa Giovanni Paolo II accettò la sua rinuncia al governo pastorale dell'arcidiocesi per raggiunti limiti di età.
Morì ad Atlanta l'11 novembre 2011 all'età di 83 anni. La sua salma fu esposta nella basilica del Sacro Cuore di Gesù. Le esequie si tennero il 17 novembre alle ore 11 nella cattedrale di Cristo Re ad Atlanta. È sepolto nell'Arlington Memorial Park di Sandy Springs, in Georgia.

## Genealogia episcopale e successione apostolica
La genealogia episcopale è:
- Cardinale Scipione Rebiba
- Cardinale Giulio Antonio Santori
- Cardinale Girolamo Bernerio, O.P.
- Arcivescovo Galeazzo Sanvitale
- Cardinale Ludovico Ludovisi
- Cardinale Luigi Caetani
- Cardinale Ulderico Carpegna
- Cardinale Paluzzo Paluzzi Altieri degli Albertoni
- Papa Benedetto XIII
- Papa Benedetto XIV
- Cardinale Enrico Enriquez
- Arcivescovo Manuel Quintano Bonifaz
- Cardinale Buenaventura Córdoba Espinosa de la Cerda
- Cardinale Giuseppe Maria Doria Pamphilj
- Papa Pio VIII
- Papa Pio IX
- Cardinale Alessandro Franchi
- Cardinale Giovanni Simeoni
- Cardinale Antonio Agliardi
- Cardinale Basilio Pompilj
- Cardinale Adeodato Piazza, O.C.D.
- Arcivescovo Luigi Raimondi
- Vescovo Michael Joseph Begley
- Arcivescovo John Francis Donoghue

La successione apostolica è:
- Vescovo John Kevin Boland (1995)
- Vescovo Robert Joseph Baker (1999)
- Vescovo Peter Joseph Jugis (2003)

## Araldica
| Stemma | Titolare                                     | Descrizione |
|        | John Francis Donoghue Arcivescovo di Atlanta | Secondo la tradizione araldica ecclesiastica dei paesi anglosassoni, lo stemma del vescovo è impalato con quello della diocesi a simboleggiare la relazione tra l'uomo e l'ufficio che ricopre. A destra vi è lo stemma dell'arcidiocesi, a destra quello dell'arcivescovo. Atlanta è nota come "crocevia del sud", a causa delle ferrovie convergenti che davano alla città un certo risalto. Divenne nel tempo capolinea orientale della ferrovia occidentale che collegava la Georgia settentrionale con il fiume Tennessee. Originariamente chiamata Whitehall, poi Terminus e Marthasville dal 1843, il Parlamento statale acconsentì finalmente ai desideri della ferrovia e accettò il nome di Atlanta nel 1847, dedicando la città all'Oceano Atlantico. Nello stemma dell'arcidiocesi l'oceano Atlantico è rappresentato dalle barre ondulate bianche e blu, l'equivalente araldico delle onde del mare. Le barre sono sette a simboleggiare i Sette Sacramenti. La corona di Cristo Re denota il titolo della chiesa cattedrale, il Re Eterno il cui sacrificio salvifico sulla croce è rinnovato ogni giorno nel santo sacrificio della messa. Sopra la corona è posta la rosa cherokee, il fiore di Stato della Georgia, come si addice a un'arcidiocesi situata nella capitale. La rosa cherokee è un fiore bianco con il centro giallo. La corona di Cristo Re secondariamente rappresenta la corona di re Giorgio II di Gran Bretagna, al cui nome è stata intitolata la Georgia. Le barre ondulate blu e bianche possono anche simboleggiare le colline ondulate dei Monti Blue Ridge ma, cosa più importante, questi sono i colori della Vergine Maria. Lo stemma di monsignor Lyke consiste in un campo diviso in quattro quadranti. Tale impostazione commemora il ministero sacerdotale dell'arcivescovo Donoghue nell'arcidiocesi di Washington il cui stemma è diviso in quattro quadranti. Il primo e il quarto quadrante sono verdi e il secondo e il terzo rossi. Il verde e il rosso sono i colori dell'Irlanda e ricordano le origini di monsignor Donoghue. Al centro dello stemma vi è una croce gigliata d'argento. Questa croce onora il patrono battesimale dell'arcivescovo Donoghue, San Giovanni Maria Vianney (1786-1859). Il giglio è stato a lungo un simbolo della Beata Vergine Maria e qui unito alla croce, allude al motto paolino dell'arcivescovo e alla sua devozione alla Madre di Cristo. Sul capo, la parte superiore dello stemma, vi sono dei punti di ermellino. Essi ricordano il lungo legame dell'arcivescovo Donoghue con il cardinale Patrick O'Boyle, secondo arcivescovo di Washington, sul cui stemma vi era un capo composto da punti di ermellino. Il motto "Vivere in Cristo Gesù" è tratta da Filippesi 1, 21. Dietro lo stemma è posta la croce arcivescovile in oro con doppia traversa. Sopra lo scudo vi è un galero con dieci nappe su ogni lato in quattro file, tutte in verde. Il colore del cappello pontificio e il numero e il colore delle nappe erano segni del grado di prelato, un'usanza che è ancora conservata nell'araldica ecclesiastica. |